# 东方寡蛭
东方寡蛭（学名：Oligobdella orientalis）为舌蛭科寡蛭属的动物。分布于俄罗斯、日本以及中国大陆的北京、四川、湖北等地，营寄生生活，寄生于蛙的体表。该物种的模式产地在日本。
其种加词“orientalis”意为“东方的”。